# Kathleen Dawson
Kathleen Dawson (Kirkcaldy, 3 ottobre 1997) è una nuotatrice britannica.

## Carriera
Convocata per gli europei del 2016, ha vinto la medaglia d'oro competendo nella staffetta 4x100m misti.

## Palmarès
- Giochi olimpici

Tokyo 2020: oro nella 4x100m misti mista.
- Europei

Londra 2016: oro nella 4x100m misti e bronzo nei 100m dorso.
Glasgow 2018: bronzo nella 4x100m misti.
Budapest 2020: oro nei 100m dorso, nella 4x100m misti e nella 4x100 misti mista, argento nei 50m dorso.
- Europei in vasca corta:

Otopeni 2023: bronzo nella 4x50m misti.
- Europei giovanili

Poznań 2013: argento nei 50m dorso e nei 100m dorso.

## International Swimming League
| Stagione 2020 | Stagione 2021   |
| ------------- | --------------- |
| London Roar   | Aqua Centurions |